# State Tower
State Tower – wieżowiec w stolicy Tajlandii – Bangkoku. Jest to trzeci co do wysokości budynek (247,20 m) w Tajlandii i największy budynek w Azji Południowo-Wschodniej. Został ukończony w 2001 roku.

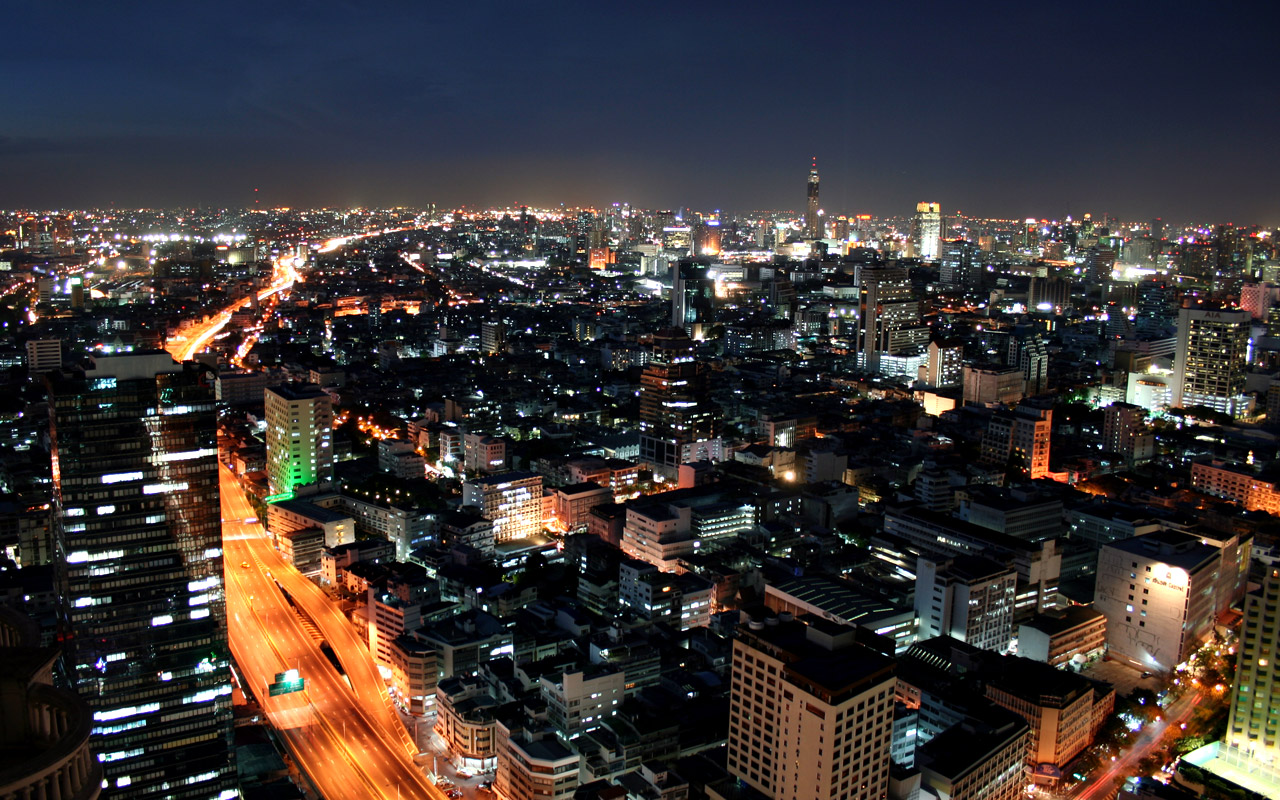
Widok z wieżowca na Bangkok nocą